# Andrew McFarlane
Pour les articles homonymes, voir McFarlane.
 (août 2020).
Si vous disposez d'ouvrages ou d'articles de référence ou si vous connaissez des sites web de qualité traitant du thème abordé ici, merci de compléter l'article en donnant les références utiles à sa vérifiabilité et en les liant à la section « Notes et références ».
Andrew McFarlane, né le 3 août 1986 à Fort Lauderdale, dans l’État de Floride, aux États-Unis, est un acteur et ancien mannequin américain, principalement connu pour avoir interprété le rôle de Tony Jeffers dans Ma famille d'abord.

## Biographie
Originaire de Floride, il a commencé le mannequinat à l'âge de 12 ans, et commence bientôt à apparaître dans des publicités et sur la scène. Il fait sa première apparition à la télévision en 1998 dans The Late Show avec David Letterman et sa première apparition dans un film cette même année dans un petit rôle dans Hot Boyz. Son premier rôle notable a été le personnage récurrent de Washington Carver dans Any Day Now (1998-2000). Il joue d'autres rôles récurrents par la suite, y compris dans The Amanda Show dans le rôle de Nick (1999-2000), Jesse Robbins (le neveu de Peter Benton) dans Urgences (E.R.) (2000), et Anthony Marcus dans À la Maison-Blanche (The West Wing) (2002). En 2002, il jouera un épisode dans Sexe et Dépendances où il incarnera  Nathan « Status Quo » jeune.
En 2001, McFarlane rejoint le casting principal de Ma famille d'abord (My Wife and Kids) dans le rôle de Roger (saison 1), puis dans le rôle de Tony, jusqu'en 2005, lorsque la série a été annulée. En 2008-2009, il a tenu le rôle de Jason dans dix épisodes de La Vie secrète d'une ado ordinaire. Il a un petit rôle en 2009 dans le film parodique Dance Flick et un rôle à venir dans Just Peck.

## Filmographie
- Urgences (saison 7, ep 4 et 6): Jesse, le neveu de Benton
- Ma famille d'abord (VF : Taric Mehani) : Tony Jeffers (Roger dans l'épisode 9 de la saison 1)
- Lizzie McGuire (saison 2) : un garçon extraordinaire[Quoi ?] : Thomas
- La Vie secrète d'une ado ordinaire : Jason